# Chihani
Chihani (arabisch شهانى) ist eine algerische Gemeinde in der Provinz El Tarf mit 9.234 Einwohnern. (Stand: 1998)

## Geographie
Chihani befindet sich westlich der tunesischen Grenze. Umgeben wird die Gemeinde von Dréan im Norden, von Chefia im Osten, von Oued Fragha im Süden und von Ain Berda im Westen.